# 1462 Zamenhof
Az 1462 Zamenhof (ideiglenes jelöléssel 1938 CA) a Naprendszer kisbolygóövében található aszteroida. Yrjö Väisälä fedezte fel 1938. február 6-án, Turkuban. Nevét Lazaro Ludoviko Zamenhof lengyel szemorvos, az eszperantó nyelv megalkotója után kapta.